# 凌云 (针灸学家)
凌云（？—？），字汉章，号卧岩，浙江湖州府烏程縣双林鎮（今浙江省湖州市吴兴区）人，明代医生、针灸学家。
凌云早年北游泰山时，遇一道士以针灸抢救人命，他跟从道士学针刺术，治病无不效验。吴江一产妇临产三日而胎未下，经凌云针扎，婴儿即落地。他精于针灸经脉之学，明孝宗听说凌云医道高超，召他至京师，太医官出铜人，蔽衣而试，凌云所刺穴位无不中，于是赐任太医院御医。享年七十七岁。著有《卧岩凌先生得效应穴针法赋》、《经学会宗》、《子午流注图说》等书传世。撰写的《流注辨惑》一卷，未传。流传抄本有《集英撮要针砭全书》（又称《凌氏汉章针灸全书》和《凌门传授铜人指穴》）等。其弟子聂莹，后人凌千一、凌瑄、凌贞候等均传其术，海内称归安凌氏针法。